# Mission: Impossible II
Mission: Impossible II je americký akční film režiséra Johna Woo z roku 2000. V hlavní roli účinkuje Tom Cruise, který byl také jedním z producentů filmu. Dobová kritika film přijala smíšeně, film však byl komerčně úspěšný, celosvětově utržil 546 mil. amerických dolarů a byl tak filmem s nejvyššími tržbami v roce 2000. V České republice byl v roce 2000 se 123 541 diváky až 17. nejnavštěvovanějším.